# Бжозув-А
Бжозув-А (пол. Brzozów A) — село в Польщі, у гміні Ілув Сохачевського повіту Мазовецького воєводства.
Населення — 111 осіб (2011).

## Демографія
Демографічна структура станом на 31 березня 2011 року:
|          | Загалом | Допрацездатний вік | Працездатний вік | Постпрацездатний вік |
| -------- | ------- | ------------------ | ---------------- | -------------------- |
| Чоловіки | 51      | 8                  | 39               | 4                    |
| Жінки    | 60      | 19                 | 28               | 13                   |
| Разом    | 111     | 27                 | 67               | 17                   |